# ブランドン・ロックリッジ
ブランドン・マーカス・ロックリッジ（Brandon Marcus Lockridge, 1997年3月14日 - ）は、 アメリカ合衆国フロリダ州ペンサコーラ出身のプロ野球選手（外野手）。右投右打。MLBのサンディエゴ・パドレス所属。

## 経歴

### プロ入りとヤンキース傘下時代
2018年のMLBドラフト5巡目（全体157位）でニューヨーク・ヤンキースから指名され、プロ入り。契約後、傘下のルーキー級ガルフ・コーストリーグ・ヤンキースでプロデビュー。A-級スタテンアイランド・ヤンキースでプレーし、 2チーム合計で26試合に出場して打率.272、1本塁打、8打点、3盗塁を記録した。
2019年はA級チャールストン・リバードッグスでプレーし、121試合に出場して打率.251、12本塁打、56打点、22盗塁を記録した。
2020年は新型コロナウイルスの影響でマイナーリーグの全試合が中止されたため、公式戦への出場はなかった。
2021年はA+級ハドソンバレー・レネゲーズ、AA級サマセット・ペイトリオッツでプレーし、2チーム合計で75試合に出場して打率.298、13本塁打、46打点、18盗塁を記録した。
2022年はAA級サマセットでプレーし、108試合に出場して打率.230、14本塁打、49打点、18盗塁を記録した。
2023年はAA級サマセットとAAA級スクラントン・ウィルクスバリ・レイルライダースでプレーし、2チーム合計で92試合に出場して打率.296、3本塁打、28打点、40盗塁を記録した。
2024年、ヤンキース傘下では開幕からAAA級スクラントン・ウィルクスバリでプレーした。

### パドレス時代
2024年7月30日にエニエル・デロスサントス、トーマス・バルボニ・ジュニアとのトレードで、サンディエゴ・パドレスへ移籍した。移籍後は傘下のAAA級エルパソ・チワワズへ配属され、移籍前を含めた2チーム合計で104試合に出場して打率.306、2本塁打、45打点、46盗塁を記録した。9月1日にメジャー契約を結んでアクティブ・ロースター入りし、11日にメジャー初昇格すると、13日のサンフランシスコ・ジャイアンツ戦にて代走でメジャーデビュー。この年メジャーでは12試合に出場して打率.167、1本塁打、1打点、2盗塁を記録した。

## プレースタイル
俊足であり、攻守においてスピードを最大の武器としている。外野手としての守備力も高く、パドレス移籍直後には代走の切り札や守備固めといった試合終盤での重要な役割を担う存在になるのではないかと評されている。

## 詳細情報

### 年度別打撃成績
| 年 度    | 球 団    | 試 合 | 打 席 | 打 数 | 得 点 | 安 打 | 二 塁 打 | 三 塁 打 | 本 塁 打 | 塁 打 | 打 点 | 盗 塁 | 盗 塁 死 | 犠 打 | 犠 飛 | 四 球 | 敬 遠 | 死 球 | 三 振 | 併 殺 打 | 打 率 | 出 塁 率 | 長 打 率 | O P S |
| -------- | -------- | ----- | ----- | ----- | ----- | ----- | -------- | -------- | -------- | ----- | ----- | ----- | -------- | ----- | ----- | ----- | ----- | ----- | ----- | -------- | ----- | -------- | -------- | ----- |
| 2024     | SD       | 12    | 12    | 4     | 2     | 0     | 0        | 0        | 1        | 5     | 1     | 2     | 0        | 0     | 0     | 0     | 0     | 0     | 4     | 0        | .167  | .167     | .417     | .583  |
| MLB：1年 | MLB：1年 | 12    | 12    | 4     | 2     | 0     | 0        | 0        | 1        | 5     | 1     | 2     | 0        | 0     | 0     | 0     | 0     | 0     | 4     | 0        | .167  | .167     | .417     | .583  |

- 2024年度シーズン終了時

### 背番号
- 28（2024年 - ）